# 園田裕四郎
園田 裕四郎（そのだ よしろう、1932年5月8日 - ）は、日本の陸上競技の選手である。

## 経歴
関西大学出身。1956年メルボルンオリンピックに男子走り幅跳びで出場した。1956年、1957年に日本陸上競技選手権大会の男子走幅跳に優勝した。